# Number One Observatory Circle

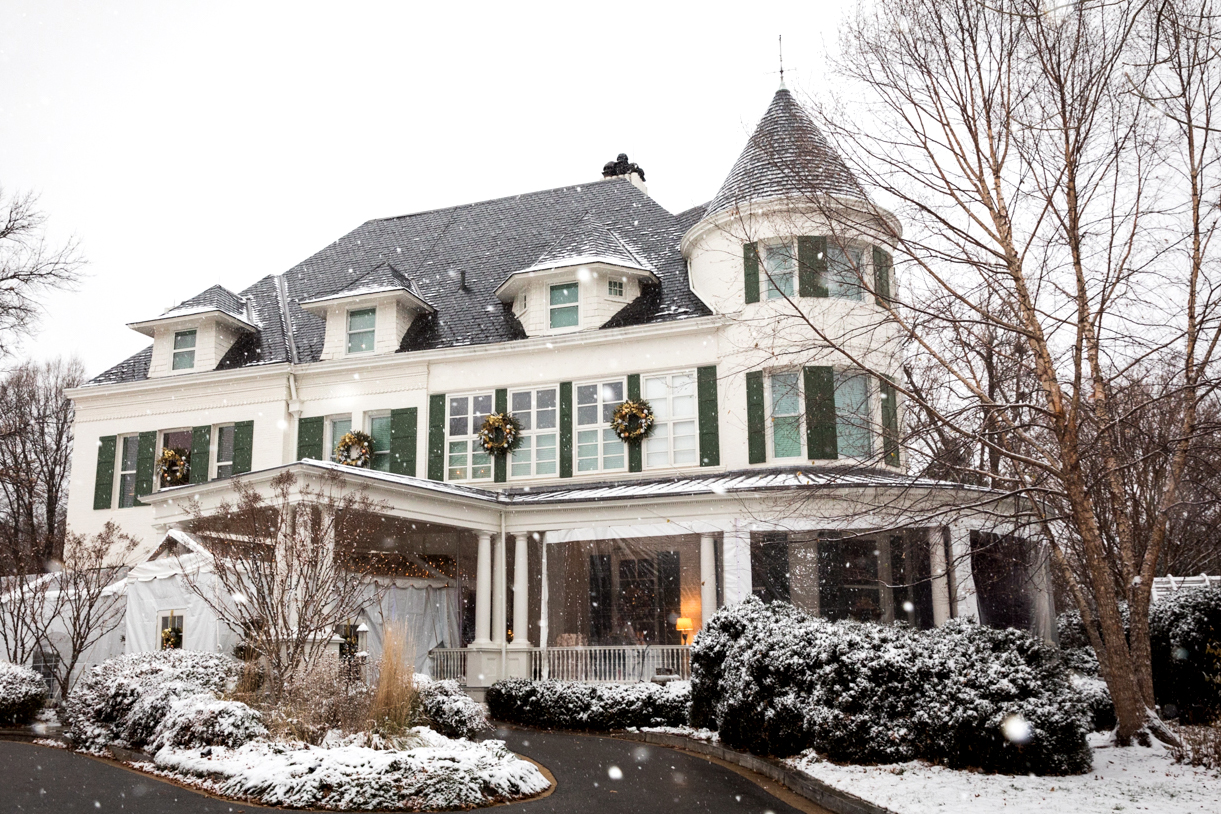
O Number One Observatory Circle em 2017.

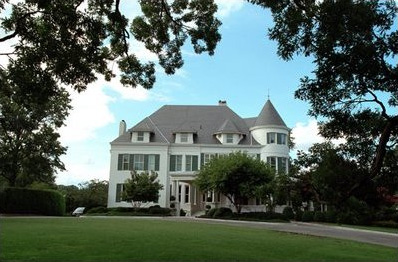
Rotatória do Observatório Número Um, residência oficial do vice-presidente dos EUA, fotografada em 2003.

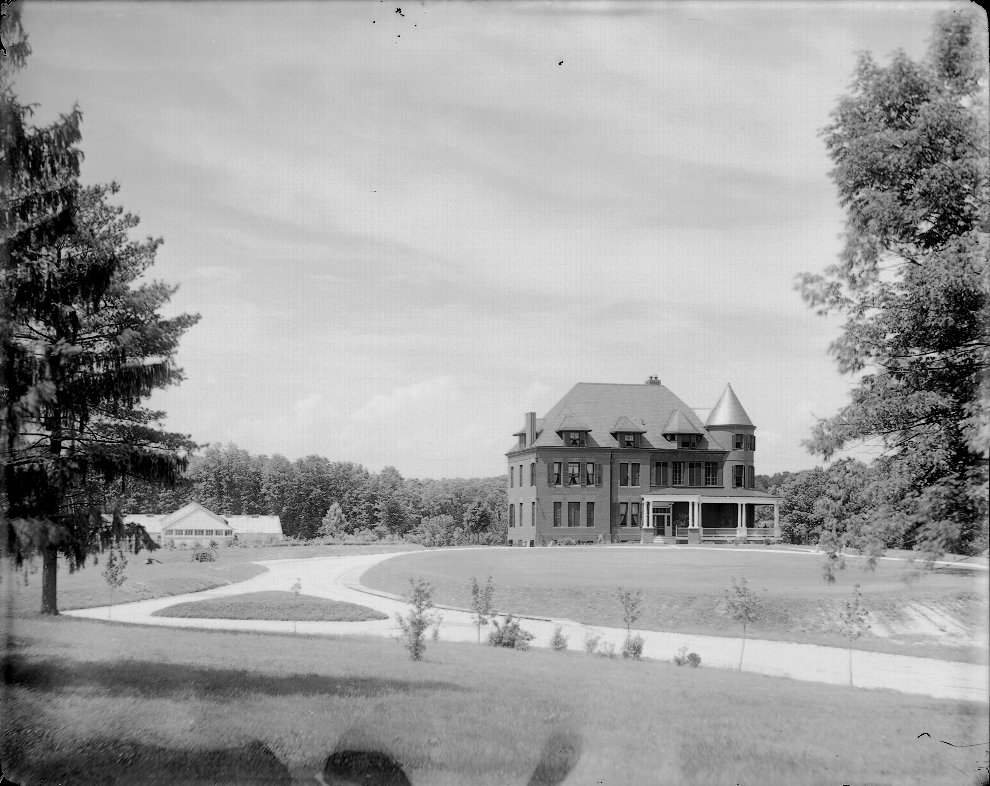
A Casa em 1895

A Number One Observatory Circle (em português:  Rotatória do Observatório Número Um) é a residência oficial do Vice-presidente dos Estados Unidos, estando atualmente ocupada por J. D. Vance. Situa-se num terreno do Observatório Naval dos Estados Unidos na zona noroeste de Washington, DC.
"À primeira vista, a casa senhorial com persianas verdes poderia pertencer a qualquer pessoa. Mas a casa de 128 anos no Number One Observatory Circle é a casa designada para o vice-presidente dos Estados Unidos", reporta o NY Times, descrevendo-a rapidamente.

## Localização
A casa de três andares, que fica num terreno de 72 acres (quase 292.000 m²), está localizada na zona noroeste de Washington, DC, a cerca de 3 km da Casa Branca e próxima a várias embaixadas.
"Ela fica no topo de uma colina no terreno do Observatório Naval dos Estados Unidos, onde os cientistas estudam o sol, a lua e as estrelas", escreveu o Insider.

## História
A casa, no estilo Rainha Anne, foi projetada pelo arquiteto Leon E. Dessez e construída em 1893 para o superintendente do observatório. No entanto, em 1923 o Chief of Naval Operations (título no Brasil equivalente a Comandante da Marinha) ficou tão encantado pela residência que desalojou o superintendente da época para residir nela.
O almirante Elmo R. Zumwalt Jr. foi o último oficial da Marinha a morar na casa, já que em 1974 o Congresso dos Estados Unidos a restaurou e a converteu na residência oficial do vice-presidente. Antes, historicamente, os vice-presidentes e suas famílias viviam em suas próprias casas, mas o custo de manutenção dessas residências particulares havia aumentado muito durante décadas, fazendo o Congresso se decidir por uma moradia fixa para os vice-presidentes.

Mesmo que a casa na Rotatória do Observatório Número Um tivesse sido oferecida ao vice-presidente em 1974, só foi 3 anos mais tarde que o primeiro vice-presidente se mudou para ela. O vice-presidente Gerald Ford tomou posse como presidente antes de poder usá-la e seu vice-presidente, Nelson Rockefeller, usou a residência mais como lugar de lazer, já que tinha outra residência em Washington. O vice-presidente Walter Mondale foi o primeiro a morar na casa e desde então todos os vice-presidentes dos Estados Unidos moram no local.

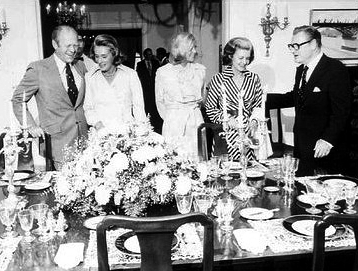
O então Vice-presidente Nelson Rockefeller e sua esposa Margaretta Murphy, recebem o Presidente Gerald R. Ford, a Primeira-dama Betty e a filha do presidente na Rotatória do Observatório Número Um em 7 de setembro de 1975.

A mansão foi remodelada pela Marinha dos Estados Unidos em meados de 2001, provocando um pequeno atraso na mudança do novo vice-presidente Dick Cheney e sua família.

## Principais cômodos e espaços

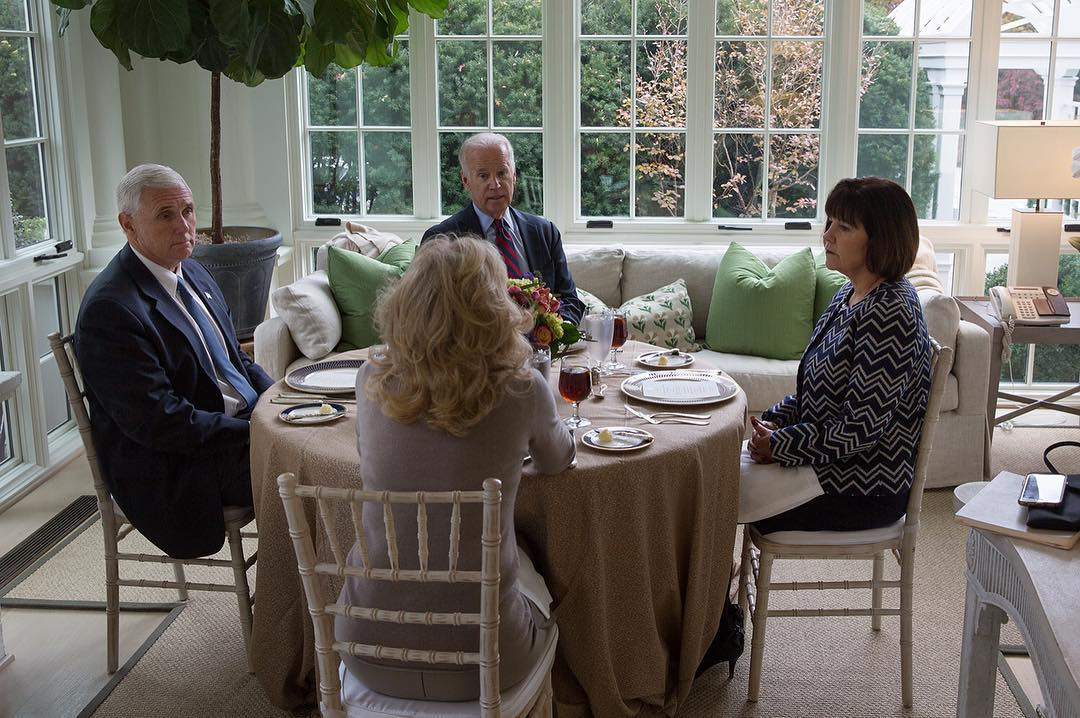
O vice-presidente Biden e Jill Biden recebem o vice-presidente eleito Mike Pence e Karen Pence para almoçar no Observatório Naval, a residência do vice-presidente.

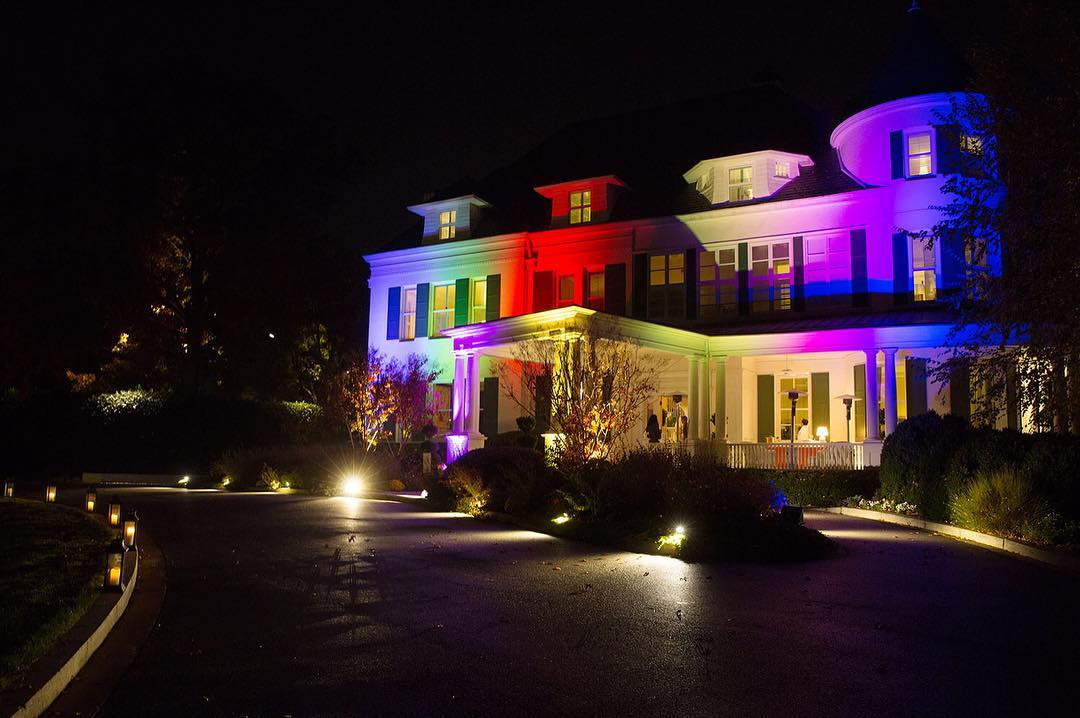
Number One Observatory Circle iluminado durante o Natal.

A residência tem cerca de 835m² (9 mil pés quadrados) e conta com com biblioteca, escritórios e espaços privados. O andar térreo consiste em um hall de recepção, sala de estar, sala de jantar, salões, despensa, cozinha e varanda. No segundo andar estão a suíte master, outro quarto e um escritório. O terceiro andar costumava ser usado pelos funcionários, mas atualmente é usado pelos membros da família.
Os destaques, segundo o texto oficial, são:
- O escritório do vice-presidente na ala oeste;
- Um conjunto de escritórios no Eisenhower Executive Office Building (EEOB);
- O gabinete cerimonial que funciona como escritório para reuniões e conferências de imprensa.

"Existem muitos objetos para destacar, mas talvez o mais interessante seja a mesa do vice-presidente. Esta mesa fazia parte da coleção da Casa Branca e foi usada pela primeira vez em 1902 por Theodore Roosevelt. Muitos presidentes optaram por usar esta mesa, como Taft, Wilson, Harding, Coolidge, Hoover e Eisenhower. Ela foi colocada num depósito em dezembro de 1929 até 1945, ano em que o presidente Truman decidiu usá-la. O vice-presidente Johnson e todos os vice-presidentes que o sucederam usaram esta mesa. A parte interna da gaveta superior é assinada por diversos usuários desde a década de 1940', explica o texto oficial sobre a residência.

## Segurança

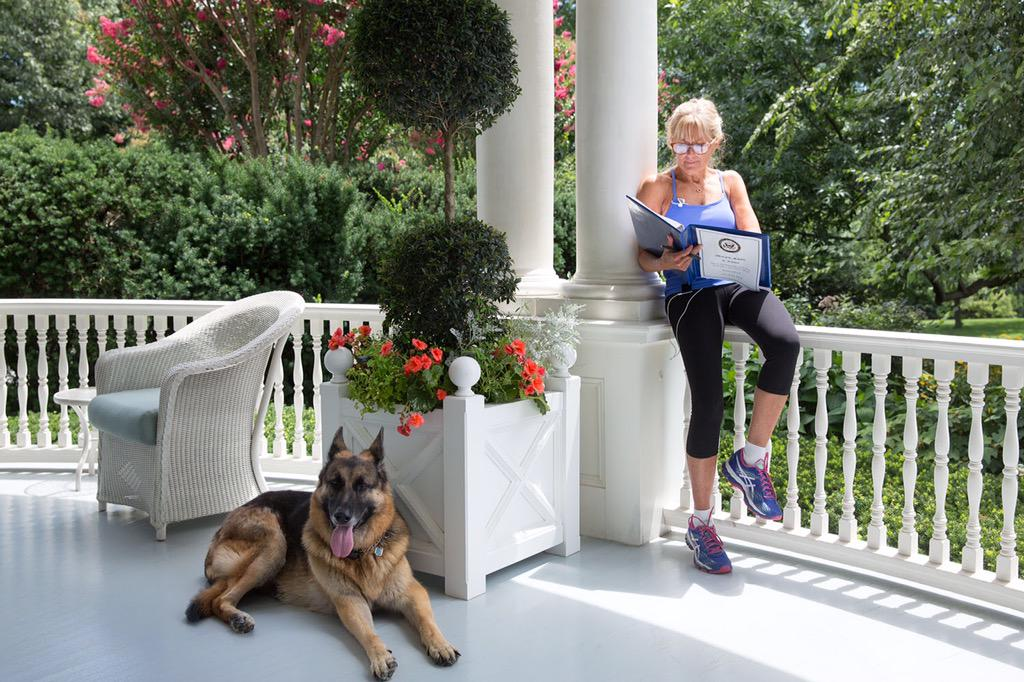
Champ e Jill Biden na varanda do Number One Observatory Circle em 2015.

Após os atentados de 11 de setembro de 2001 em Nova York, se iniciaram planos para remodelar a casa e transforma-la num lugar mais seguro. Segundo rumores (não confirmados oficialmente, justo, devido a questões de segurança) o local recebeu um búnquer..

### Imagens de satélite
Devido a pressão do governo americano, as imagens da Rotatória do Observatório Número Um foram censuradas pelo Google Maps e Yahoo Maps.